# Wheelbase
Wheelbase fue una serie televisiva de BBC sobre coches, estuvo retransmitida también en BBC2 entre 1964 y 1975. Sus presentadores eran Gordon Wilkins entre 1964 y 1973 y Cliff Michelmore. El espectáculo era el antecesor de Top Gear. Wheelbase fue uno de los primeros programas en el Reino Unido a ser mostrado en color por la BBC2 durante el "período de lanzamiento del color".